# 캐서린 케리

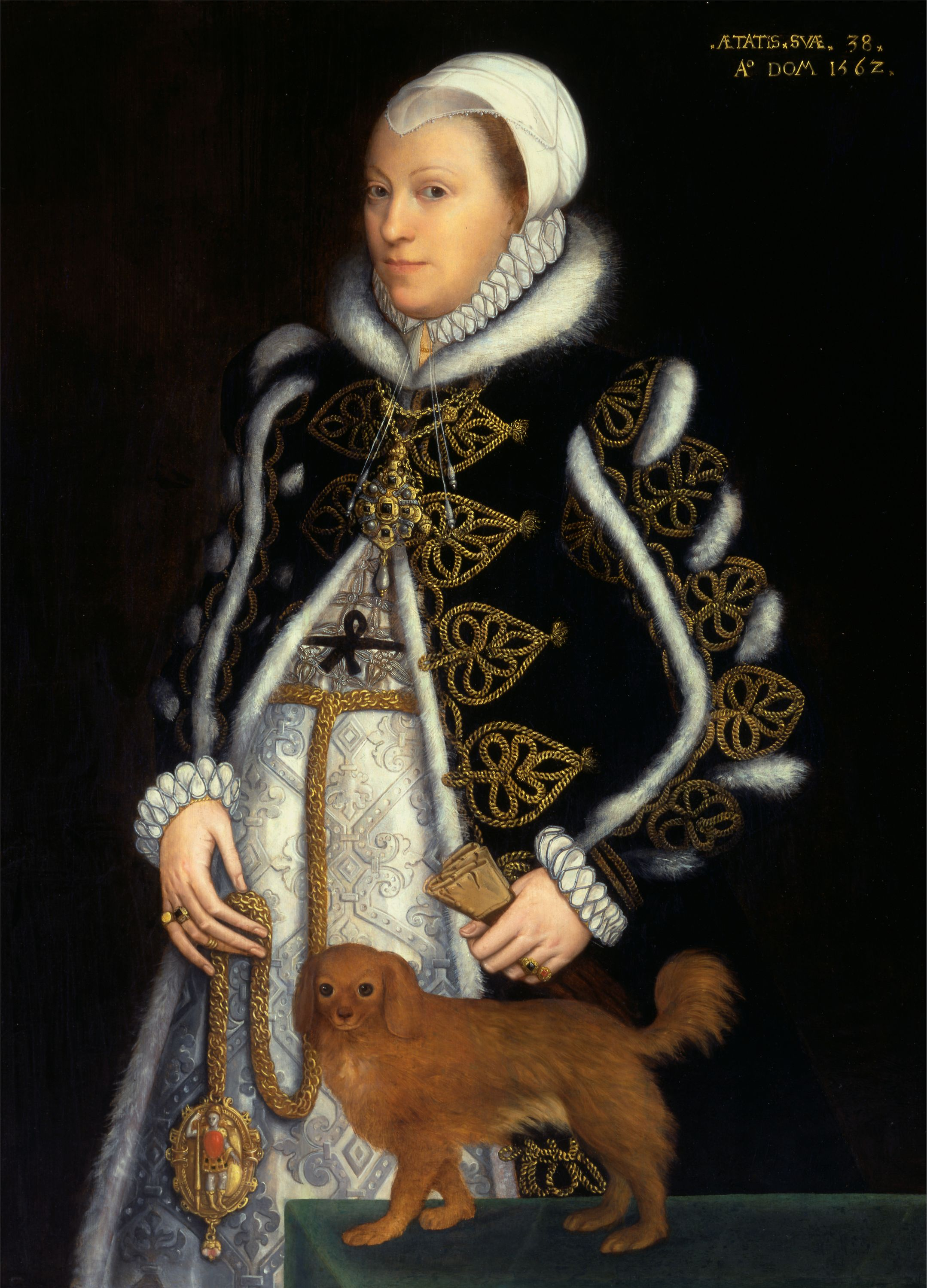

캐서린 케리(영어: Catherine Carey, 1524년 ~ 1569년 1월 15일)은 영국의 귀족으로, 헨리 8세(Henry Ⅷ)의 두 번째 왕비였던 앤 불린(Anne Boleyn)의 언니이자 헨리 왕의 정부였던 메리 불린(Lady Mary Boleyn)과 윌리엄 케리(Sir William Carey)의 딸이다.
어머니가 왕의 정부였던 탓에 캐서린 케리 또한 왕의 사생아였다는 설도 있으나 분명치는 않다. 헨리 8세의 또다른 왕비들인 클레브스의 앤(Anne of Cleves)과 캐서린 하워드(Catherine Howard)의 시녀를 거쳐 엘리자베스 1세(Elizabeth Ⅰ)의 시대에는 여왕의 사촌으로서 총애를 누리며 궁정의 수석 침실 시녀로 일했다. 후에 프랜시스 놀리스 경(Sir Francis Knollys)과 결혼하여 놀리스 부인(Lady Knollys)으로 알려졌다. 장녀인 레티스 놀리스(Lettice Knollys)는 후에 여왕의 총신이었던 레스터 백작 로버트 더들리(Robert Dudley, 1st Earl of Leicester)와 결혼하였다.